# Engineering

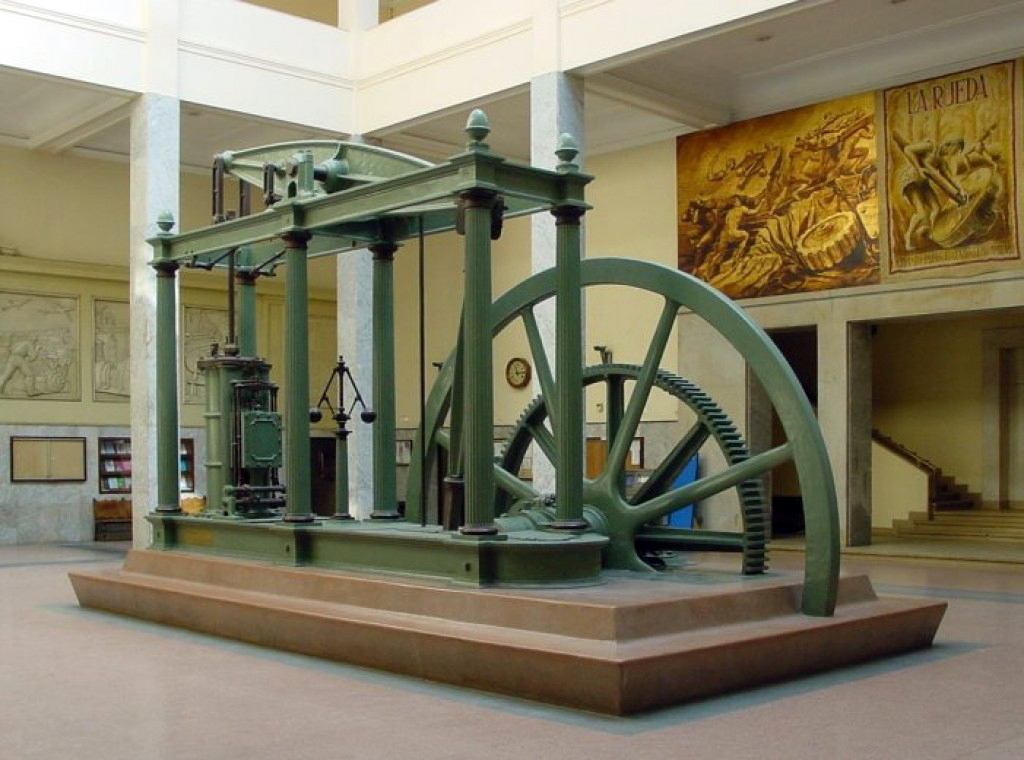
De stoommachine, de aanjager van industriële revolutie

Engineering of ingenieurswezen is een technisch vakgebied dat als doel heeft technische onderdelen, producten, constructies en/of systemen, zoals die van een machine, hun functie te laten vervullen. Daartoe worden optredende en/of gewenste processen (de werking ervan) uitgezocht en uitgewerkt. 
Individueel of in teamverband worden producten ontworpen, technologieën en productieprocessen ontwikkeld en constructies berekend. Vervolgens wordt deze informatie met computer modellen gesimuleerd en/of op technische tekeningen gespecificeerd. In sommige vakgebieden is onderhoud een standaard onderdeel van de te verrichten werkzaamheden. Voor een groot deel van de engineering zijn er normen en criteria opgesteld, zoals de ISO, DIN en Eurocodes, met als doel de standaardisatie van materialen en processen. Deze zijn opgesteld met oog op de gewenste veiligheid en praktische toepasbaarheid.

## Etymologie

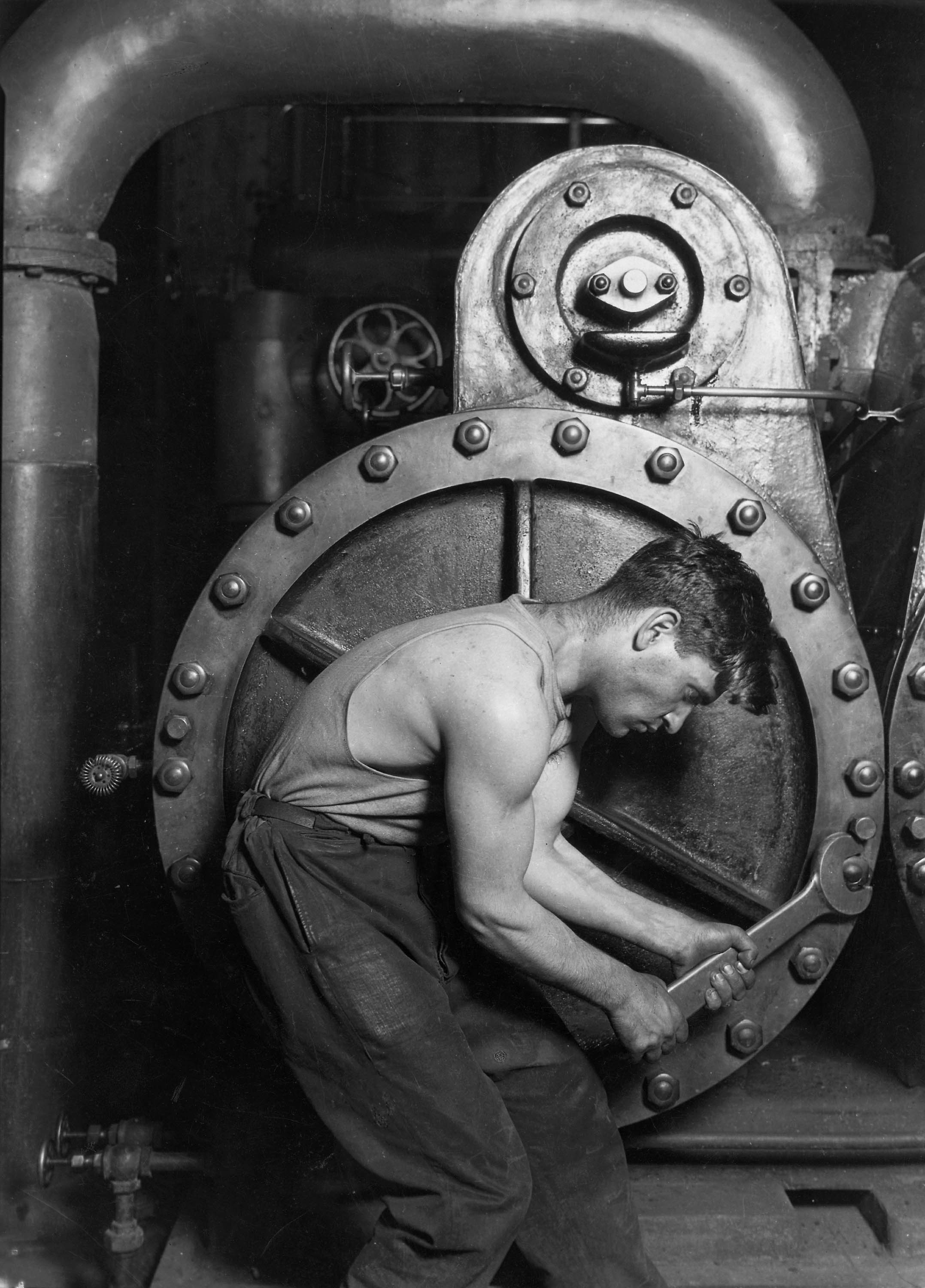
Aan het werk met een stoommachine

### Herkomst
Het woord is afkomstig van engine (motor); ten tijde van de industriële revolutie ontstond er een behoefte aan mensen die machines konden ontwerpen, bouwen en onderhouden. Een "engine'er" was een persoon die met een motor werkt. Engine is afkomstig van het Oudfranse engin, dat op haar beurt aan het Latijnse ingenium is ontleend.

### Definitie Engels
Een van de definities voor engineering is die van de Amerikaanse Engineers' Council for Professional Development uit 1947:

Het creatief toepassen van natuurwetten bij het ontwerpen en ontwikkelen van constructies, machines, apparatuur of productieprocessen, of werkzaamheden die hiervan gebruikmaken in meerdere of mindere mate; of een vergelijkbaar onderdeel te ontwerpen en daarbij bewust zijn van de gehanteerde uitgangspunten en normen. Of om hun gedrag bij specifieke (extreme) omstandigheden te voorspellen. Dit alles met als doel het veilig en economisch realiseren van de vooraf opgestelde functie en het minimaliseren van materiaalschade.

### Vertaling
Dat engineering van de inzichten en onderzoek uit de wetenschap gebruikmaakt en deze principes toepast, wil niet zeggen dat engineering daarom een wetenschap is. Vertaald citaat van Theodore von Kármán:

Wetenschappers bestuderen de wereld zoals die nu is; ‘engineers’ creëren de wereld zoals die nog nooit is geweest.

De Engelse term engineering, in het Nederlands een anglicisme (leenwoord), verwijst naar een breder scala van technisch georiënteerde werkzaamheden, dan wat in het Nederlands als ingenieurstaken wordt omschreven en is niet één op één te vertalen. Het omvat enerzijds de theoretische technische wetenschap die wordt bestudeerd door hoger- of universitair-geschoolde ingenieurs, en anderzijds ook de praktische werkzaamheden die worden uitgevoerd door technici in de constructiebouw en de techniek.
Engineering omvat de overlap tussen het beoefenen van de technische wetenschap als ingenieur en het toepassen ervan in de bouw en techniek. Zo kunnen wetenschappelijke ingenieurs ook werkzaamheden verrichten die onder de praktische kant van engineering vallen, zoals het ontwerpen van experimentele apparatuur of het bouwen van prototypen. Vice versa beoefenen technici en constructiebouwers ook de wetenschap: soms is het nodig om een verschijnsel nader te bestuderen om een project te kunnen voltooien.
Daarnaast wordt engineering in het Engels gebruikt als werkwoord en als zelfstandig naamwoord. Dus het uitvoeren van engineering-taken en het engineeringswezen hebben dezelfde benaming. Voor het beroep wordt de term “engineer” gebruikt.
Samenvattend beschrijft de term engineering de volgende Nederlandse begrippen in theoretische en praktische zin:
- technische wetenschap en toegepaste wetenschap
- de toevoeging -bouwkunde in bijvoorbeeld werktuigbouwkunde, mijnbouwkunde, waterbouwkunde, stedenbouwkunde
- het uitoefenen van de beroepen ingenieur, technicus en constructiebouwer
- technologie en techniek

## Geschiedenis van engineering

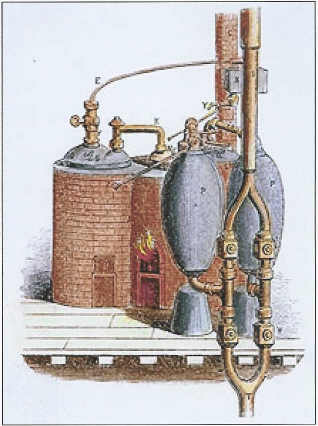
Stoommachine van Savery

### Industriële revolutie
De eerste, experimentele stoommachine werd in 1698 gebouwd door de Engelse militair ingenieur Thomas Savery, die in zijn vrije tijd op werktuigbouwkundig terrein actief was. Deze machine was een voorloper van de stoommachine van Newcomen en kan daarom gezien worden als aanleiding van de industriële revolutie in de daaropvolgende decennia.

## Engineering hulpmiddelen

### Engineeringssoftware

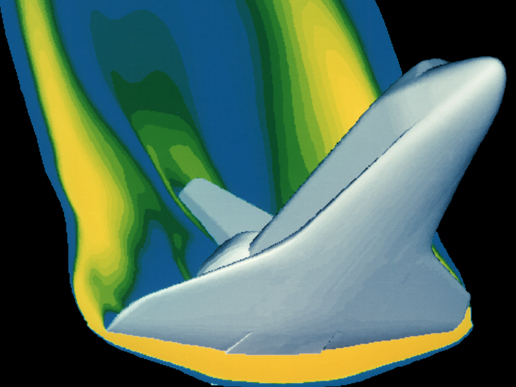
Een computersimulatie van de luchtstroming rond een ruimteveer bij het binnengaan van de aardatmosfeer

Computersimulaties en andere engineeringssoftware vervangen eind 20e en begin 21e eeuw steeds meer werkzaamheden, zoals windtunnel-experimenten en technisch tekenen op de tekentafel. Veelgebruikte engineeringssoftwarepakketten zijn bijvoorbeeld:
| Type software                | Afkorting | Voorbeeld           | Functie |
| ---------------------------- | --------- | ------------------- | --- |
| computer-aided engineering   | CAE       | SCIA Engineer       | |
| computer-aided design        | CAD       | AutoCAD, SolidWorks | maken van 2D-tekeningen en virtuele 3D-modellen en die geanalyseerd (op thermo-, aerodynamica, stabiliteit, vervormingen, elektrische stromen en dergelijke) zonder dat er een prototype of schaalmodel gemaakt hoeft te worden                      |
| bouwwerkinformatiemodel      | BIM       | Revit               | maken van 2D-tekeningen en virtuele 3D-modellen van bouwconstructies en die geanalyseerd (op thermo-, aerodynamica, stabiliteit, vervormingen, elektrische stromen en dergelijke) zonder dat er een prototype of schaalmodel gemaakt hoeft te worden |
| computer-aided-manufacturing | CAM       |                     | aansturen van apparaten die met computer numerical control (CNC) werken |
| Monte-Carlosimulatie         |           |                     | simuleren van modellen |

### Ontwerpmethodes
Binnen het vakgebied Engineering wordt gebruik gemaakt van verschillende ontwerpmethodes. Deze methodes zijn in principe het stappenplan welke afgelegd wordt om van de beginfase tot de eindfase te komen, oftewel van een idee tot een eindproduct. Enkele voorbeelden van ontwerpmethodes zijn:
- Delft Design Method
- Top-down design en bottom-up design
- V-model
- Watervalmethode

## Opleidingen en beroepen

### Ingenieur
De titel ingenieur krijgt men door een opleiding te voltooien in de technische wetenschappen aan een hogeschool of universiteit. Deze titel beschrijft de het beroep van de theoretische kant van engineering. Nederlandse hogescholen bieden in kader van de Bologna-overeenkomst opleidingen aan die de student recht geeft op de internationale titel Bachelor of Engineering (B Eng) en daarnaast de oudere ingenieurstitel (Ing.). De Nederlandse universiteiten bieden opleidingen aan tot Bachelor en Master of Science (BSc en MSc) met daarbij de titel ingenieur (ir.). De titels ing. en ir. zijn alleen in Nederland officieel. Deze opleidingen zijn beperkt tot een aantal specifieke technische disciplines. Deze titel is wetmatig beschermd en er berust een boete op het gebruik van de titel zonder ingenieursopleiding.

### Technicus
Een technicus is iemand die zich door middel van studie of ervaring techniek eigen heeft gemaakt en die techniek kan toepassen. Deze term beschrijft dus de het beroep voor de praktische kant van engineering. Men wordt een technicus door een vakopleiding op een middelbare beroepsonderwijs in de techniek te volgen.

### Ingenieurs- en adviesbureaus
In Nederland wordt de term "engineering" in de bedrijfsnaam van een aantal ingenieurs- en adviesbureaus gebruikt, in plaats van de Nederlandse term "ingenieursbureau" of "adviesbureau". Enerzijds om zo sneller gevonden te worden door niet-Nederlandstalige opdrachtgevers en anderzijds om aan te geven dat hun aangeboden diensten (iets) breder zijn dan alleen de werkzaamheden die ingenieurs doorgaans verrichten.

### Nederlandstalige disciplines
Voorbeelden van enkele disciplines die niet goed te vertalen zijn en daarom de term engineering in hun naam hebben in het Nederlands:
- Geo-engineering
- Social engineering (informatica)
- Software engineering

## Vormen van engineering
- Reliability engineering
- Reverse engineering